# Henry Loaiza-Ceballos
| |  |  |
| Expédition de briques de cocaïne confisquées par la DEA. Le logo est probablement un symbole de Loaiza-Ceballos. |  |  |

Henry Loaiza-Ceballos aka El Alacran (Le Scorpion) est un ancien trafiquant colombien de drogue faisant partie du Cartel de Cali.

## Biographie
Loaiza était principalement responsable de l'appareil militaire de l'organisation, mais il était également impliqué dans l'expédition de la drogue. Il s'est rendu aux autorités colombiennes le 19 juin 1995.
Le 4 août 2006, un tribunal supérieur de Ibagué a tenté de libérer Loaiza après qu'il a purgé 11 des 18 ans de peine de prison pour la conformation de groupes paramilitaires illégaux dans la Valle del Cauca et dans le département de Tolima. L'institut national pénitentiaire (INPEC) a demandé au bureau du Procureur Général et au Département Administratif de Sécurité si Loaiza a d'autres procédures judiciaires contre lui.
Un avocat local de l'Unité de la vie et de l'intégrité personnelle à Ibagué a ordonné une nouvelle fois un mandat d'arrêt contre Loaiza pour homicide, production, trafic et possession illégale d'armes et de munitions. Il a été accusé d'avoir participé à l'assassinat de l'ancien capitaine de l'armée colombienne Ignasio Luis Arteaga le 28 avril 2004 à Ibagué. Le capitaine Arteaga était chef de la sécurité d'une compagnie locale appelée Cooperative SERVIARROZ. Loaiza purge actuellement sa peine dans une prison du centre de la Colombie située dans la ville de Cómbita dans le département de Boyacá.
Le 19 décembre 2006, Loaiza a de nouveau été accusé par les autorités colombiennes d'être responsable de l'homicide de plus de 100 personnes, après avoir été le co-auteur du Massacre de Trujillo (en) dans le sud de la ville de Trujillo dans le département de Valle del Cauca au profit du cartel de Cali et de ses envois de drogue. La plupart des corps ont été jetés dans les eaux de la Rivière Cauca.